# Nevo flámeo
Un nevo flámeo o mancha de vino es una decoloración de la piel humana que puede ser causada por múltiples factores,  como puede ser un angioma (una malformación capilar en la piel). Es nombrado así por resultar similar en color al oporto, un vino rojo fortalecido de Portugal.